# Packerort
Packerort (estniska: Pakri neem) är en udde i nordvästra Estland, 40 km väster om huvudstaden Tallinn. Den ligger i Lääne-Harju kommun, före 2017 Paldiski linn, i landskapet Harjumaa och utgör halvön Packers norra udde ut mot Finska viken. 
Runt Packerort är det ganska tätbefolkat, med 70 invånare per kvadratkilometer. Närmaste större samhälle är Paldiski, 3,5 km söder om Packerort. På udden står en fyr, Pakri tuletorn.